# In Living Color
In Living Color es una serie de televisión estadounidense de comedia de sketches que se emitió originalmente en Fox del 15 de abril de 1990[1] al 19 de mayo de 1994. Keenen Ivory Wayans creó, escribió y protagonizó el programa. El programa fue producido por Ivory Way Productions en asociación con 20th Television y se grabó en el escenario 7 de Metromedia Square en Sunset Boulevard, Hollywood, Los Ángeles, California.
El título de la serie se inspiró en el anuncio de la NBC sobre la presentación de emisiones "en color" durante la década de 1960, antes de la televisión a color convencional. También se refiere, en el sentido del término "persona de color", al hecho de que la mayoría del elenco del programa era afroamericano, a diferencia de otros programas populares de comedia de sketches como Saturday Night Live, cuyo elenco era mayoritariamente blanco en ese momento. In Living Color retrató una forma de humor negro irreverente en una época en la que el gusto generalizado estadounidense por la comedia negra en televisión se había basado en programas inofensivos para toda la familia como The Cosby Show, lo que provocó una disputa por el control entre los ejecutivos de Fox y los Wayans.
Otros miembros de la familia Wayans —Damon, Kim, Shawn y Marlon— tuvieron papeles regulares, mientras que su hermano Dwayne apareció frecuentemente como extra. El programa también contó con la participación de varios comediantes y actores previamente desconocidos, como Jamie Foxx, Jim Carrey, Tommy Davidson, David Alan Grier, Kelly Coffield Park y T'Keyah Crystal Keymáh. El programa presentó a Jennifer Lopez y Carrie Ann Inaba como miembros del grupo de baile de In Living Color, The Fly Girls, con la actriz Rosie Perez como coreógrafa. El programa fue inmensamente popular en sus dos primeras temporadas, obteniendo una calificación de más de 10 puntos en la escala de rating de Nielsen. En la tercera y cuarta temporadas, los índices de audiencia flaquearon debido a que los hermanos Wayans se pelearon con la dirección de la cadena Fox por el control creativo y los derechos.
La serie ganó el Premio Primetime Emmy a la Mejor Serie de Variedades, Música o Comedia en 1990. La serie alcanzó reconocimiento internacional por su audaz decisión y sus máximos históricos de audiencia gracias a la emisión de un episodio especial en vivo como contraprograma para el espectáculo de medio tiempo de la transmisión en vivo del Super Bowl XXVI de la cadena líder estadounidense, CBS. Esto impulsó a la Liga Nacional de Fútbol Americano (NFL) a contratar artistas de primera línea para futuros eventos deportivos, comenzando con Michael Jackson al año siguiente.[2][3] En 2018, 37 INK, un sello de Simon & Schuster, publicó una historia del programa, Homey Don't Play That!, de David Peisner.
1. ↑  «In Living Color» |url= incorrecta con autorreferencia (ayuda). Wikipedia (en inglés). 5 de agosto de 2025. Consultado el 20 de agosto de 2025.
2. ↑  «In Living Color» |url= incorrecta con autorreferencia (ayuda). Wikipedia (en inglés). 5 de agosto de 2025. Consultado el 20 de agosto de 2025.
3. ↑  «In Living Color» |url= incorrecta con autorreferencia (ayuda). Wikipedia (en inglés). 5 de agosto de 2025. Consultado el 20 de agosto de 2025.